# Trachelismus schultzei
Trachelismus schultzei es una especie de coleóptero de la familia Attelabidae.

## Distribución geográfica
Habita en Filipinas.